# Hannu Mäkelä
Pour les articles homonymes, voir Mäkelä.
Hannu Eljas Mäkelä (né le 18 août 1943 à Helsinki) est un écrivain et chercheur en littérature finlandais. 

## Biographie
Hannu Mäkelä est un écrivain très productif, auteur d'ouvrages scientifiques, de nouvelles, de poèmes et romans. Ce sont cependant ses ouvrages pour enfants autour du personnage imaginaire de Huu qui lui valent la reconnaissance internationale et un grand succès public . Ce dernier a fait paraître, depuis 1973, une série d'histoires de son personnage fétiche. La popularité de cette figure de l'imaginaire enfantin a été encore amplifiée par les disques de M.A. 
Mäkelä a reçu à plusieurs reprises le Prix de la littérature de l’État finlandais (1974, 1976, 1981, 1982 et 1988). 

## Œuvres

### Traduites en français
- Hannu Mäkelä (trad. du finnois par Alexandre André, ill. Marika Maijala), La rive aux rêves [« Vauvaunia »], Poitiers, Le Lézard Noir, coll. « Le Petit Lézard », 2013, 33 p. (ISBN 978-2-35348-037-1)

### Romans
- (fi) Matkoilla kaiken aikaa, Helsinki, Otava, 1965
- (fi) Kylliksi! tai Liikaa, Helsinki, Otava, 1965
- (fi) Kotimies, Helsinki, Otava, 1967
- (fi) Oman itsensä herra, Helsinki, Otava, 1971
- (fi) Samuli Kustaa Berg, Helsinki, H. Mäkelä, 1982 (ISBN 951-99373-3-1)
- (fi) Vetsikko. Yksi sadepäivä Jouko Vetsikon elämässä, Helsinki, Otava, 1988 (ISBN 951-1-10378-4)
- (fi) Moinen mies. Kertomus Väinämöisestä, naisista, rakkaudesta, Helsinki, Otava, 1989 (ISBN 951-1-10626-0)
- (fi) Isaskar Sitarlassa. Tekstejä ja kirjoituksia vuosilta 1965–1990, Helsinki, Fenlit, 1990 (ISBN 951-96212-0-2)
- (fi) Tie vie. 33 pientä kertomusta, Helsinki, Otava, 1990 (ISBN 951-1-11453-0)
- (fi) Pieni paikka Kerbihan, Helsinki, Otava, 1991 (ISBN 951-1-11970-2)
- (fi) Kuinka monta kertaa tapasin Liisan, Helsinki, Otava, 1992 (ISBN 951-1-12051-4)
- (fi) Mestari. Eino Leinon elämä ja kuolema, Helsinki, Otava, 1995 (ISBN 951-1-13673-9)
- (fi) Katso, se päivä on tuleva : romaani, Helsinki, Otava, 1996, 272 p. (ISBN 951-1-13674-7)
- (fi) Pelin henki. Love/40 – Erään ottelun tarina, Helsinki, Otava, 1998 (ISBN 951-1-15487-7)
- (fi) Myrskyn jälkeen aamu, Helsinki, Otava, 2000 (ISBN 951-1-16926-2)
- (fi) Muisto. Kertomus, Helsinki, Otava, 2001 (ISBN 951-1-16839-8)
- (fi) Pensiooni Fortuna, Helsinki, Otava, 2001 (ISBN 951-1-17189-5)
- (fi) Ihme. Kertomus, Helsinki, Otava, 2002 (ISBN 951-1-17322-7)
- (fi) Uponnut pursi. Kuvitelma, Helsinki, Otava, 2004 (ISBN 951-1-19206-X)
- (fi) Elävät ja kuolleet, Helsinki, Éditions Tammi, 2008 (ISBN 978-951-31-4221-6)
- (fi) Mikä sanomatta jää. Kertomus rakkaudesta, Helsinki, Éditions Tammi, 2009 (ISBN 978-951-31-4951-2)
- (fi) Kivi, Helsinki, Éditions Tammi, 2010 (ISBN 978-951-31-5592-6)
- (fi) Pushkinin enkeli, Helsinki, Éditions Tammi, 2013 (ISBN 978-951-31-7400-2)

### Nouvelles
- (fi) Hänen uuden elämänsä alku, Helsinki, H. Mäkelä, 1985 (ISBN 951-99652-8-9)

### autres proses
- (fi) Äiti. Muistelma, Helsinki, Otava, 1999 (5. painos 2006) (ISBN 978-951-1-16110-3 et 951-1-16110-5)
- (fi) Isä. Muistelma, Helsinki, Otava, 2004 (4. painos 2006) (ISBN 978-951-1-19207-7 et 951-1-19207-8)

### Recueils de poèmes
- (fi) Sinisen taivaan, harmaan jään, Helsinki, Otava, 1966
- (fi) Sano minulle nimesi, Helsinki, Otava, 1969
- (fi) Vuoret ovat pilviä, Helsinki, Otava, 1972
- (fi) Vanha talo, Helsinki, Otava, 1973 (ISBN 951-1-00427-1)
- (fi) Syksy tuli kutsumatta, Helsinki, Otava, 1974 (ISBN 951-1-01482-X)
- (fi) Jos pettää sinut elämä, Helsinki, Otava, 1975 (ISBN 951-1-01904-X)
- (fi) Synkkyys pohjaton, niin myös iloni, onneni, Helsinki, Otava, 1976 (ISBN 951-1-02338-1)
- (fi) Illan varjo, Helsinki, Otava, 1979 (ISBN 951-1-05208-X)
- (fi) Ikään kuin ihminen, Helsinki, Otava, 1980 (ISBN 951-1-05619-0)
- (fi) Unelma onnesta numero 5, Helsinki, Otava, 1985, 106 p. (ISBN 951-1-08358-9)
- (fi) Kylmä aika, Helsinki, Otava, 1987 (ISBN 951-1-09756-3)
- (fi) Päivä jonka saamme elää. Runoja 1966–1986, Helsinki, Otava, 1988, 373 p. (ISBN 951-1-09710-5)
- (fi) Sinä teet pimeän, niin tulee yö, Helsinki, Otava, 1989, 107 p. (ISBN 951-1-10625-2)
- (fi) Kadonneitten kaupunki, Helsinki, Otava, 1993 (ISBN 951-1-12933-3)
- (fi) Silloin, Helsinki, Otava, 1994 (ISBN 951-1-13430-2)
- (fi) Rakkaus Pariisiin ja muita runoja, Helsinki, Otava, 1997 (ISBN 951-1-15019-7)
- (fi) Että on ikuista valo. Valikoima runoja vuosilta 1966–1999, Helsinki, Otava, 2000 (ISBN 951-1-16595-X)
- (fi) Jonakin päivänä kirjoitan sinusta runon, Helsinki, Otava, 2005 (ISBN 951-1-20098-4)
- (fi) Merestä nousee Helsinki  (photogr. Charlotta Boucht), Helsinki, Helsingin kaupunki, 2010 (ISBN 978-952-223-637-1)
- (fi) Maan sydämellä, Helsinki, Omakustanne, 2010
- (fi) Toden näköistä, Helsingissä, Tammi, 2011 (ISBN 978-951-31-5805-7)
- (fi) Musta on meri, Helsinki, Paasilinna, 2013 (ISBN 978-952-299-004-4)

### Ouvrages scientifiques
- (fi) Kaarina Kaila. Taiteilija, Helsinki, Otava, 1992 (ISBN 951-1-10994-4)
- (fi) Eino Leino. Elämä ja runo, Helsinki, Otava, 1997 (ISBN 951-1-14102-3)
- (fi) Nalle ja Moppe. Eino Leinon ja L. Onervan elämä, Helsinki, Otava, 2003 (ISBN 951-1-18199-8)
- (fi) Ruhtinas unelmain mailla. Matkani kirjojen kanssa, Helsinki, Otava, 2005 (ISBN 951-1-20099-2)
- (fi) Samuli. Muistelma Samuli Parosesta, Helsinki, Otava, 2006 (ISBN 951-1-19601-4)
- (fi) Onnen maa. L. Onervan elämä ja runot, Helsinki Jyväskylä, Minerva, 2007 (ISBN 978-952-492-035-3)
- (fi) Casanova, eli, Giacomo Casanovan tie naisten miehestä kirjailijaksi, Helsinki, Tammi, 2007 (ISBN 978-951-31-3830-1)
- (fi) Eetu. Matkoja Eduard Uspenskin maailmaan, Helsinki, Tammi, 2008 (ISBN 978-951-31-4349-7)
- (fi) Muistan. Lapsuus, Helsinki, Otava, 2011 (ISBN 978-951-31-6131-6 et 951-31-6131-5)
- (fi) Venäjää aikuisille, Helsinki, Tammi, 2012 (ISBN 978-951-31-6457-7)
- (fi) Muistan. Otavan aika, Helsingissä, Otava, 2015 (ISBN 978-951-31-8441-4)

### Livres pour enfants
- (fi) Herra Huu, Helsinki, Otava, 1973 (ISBN 951-1-00391-7)
- (fi) Herra Huu saa naapurin, Helsinki, Otava, 1974 (ISBN 951-1-01441-2)
- (fi) Herra Huu muuttaa, Helsinki, Otava, 1975 (ISBN 951-1-01955-4)
- (fi) Hevonen joka hukkasi silmälasinsa, Helsinki, Otava, 1977 (ISBN 951-1-04389-7)
- (fi) Kalle-Juhani ja kaverit  (ill. Kaarina Kaila), Helsinki, Otava, 1981 (ISBN 951-1-06489-4)
- (fi) Pekka Peloton : Lastenkirja  (ill. Kaarina Kaila), Helsinki, Otava, 1982 (ISBN 951-1-07067-3)
- (fi) Satu tytöstä joka etsi onnea  (ill. Kaarina Kaila), Helsinki, Otava, 1983 (ISBN 951-1-07628-0)
- (fi) Herra Huu, kukas muu, Helsinki, Otava, 1986 (ISBN 951-1-08880-7)
- (fi) Päiviö Päivönpoika Päivölä, Helsinki, Otava, 1987 (ISBN 951-1-09759-8)
- (fi) Ole kiltti, lue minut. Puunsiemenen tarina  (ill. Kaarina Kaila), Helsinki, Otava, 1988, 27 p. (ISBN 951-1-09941-8)
- (fi) Tonttu joka pelkäsi joulua, Helsinki, Otava, 1988 (ISBN 951-1-10391-1)
- (fi) Jänis ja jänönapila, Helsinki, Otava, 1989 (ISBN 951-1-10528-0)
- (fi) Ukko Lumi. Kertomus lumiukosta ja pienestä tytöstä  (ill. Kaarina Kaila), Helsinki, Otava, 1989 (ISBN 951-1-10627-9)
- (fi) Pikku pikku noita, Helsinki, Otava, 1990 (ISBN 951-1-11203-1)
- (fi) Hylätty hyväluontoinen koira, Helsinki, Otava, 1991 (ISBN 951-1-11204-X)
- (fi) Kun lintu laulaa  (ill. Kaarina Kaila), Helsinki, Otava, 1991 (ISBN 951-1-11747-5)
- (fi) Yhtenä aamuna heräsin, Helsinki, Tammi, 1991, 39 p. (ISBN 951-30-9756-0)
- (fi) Sinitiainen, perhonen, punavarpunen, Helsinki, Tammi, 1992 (ISBN 951-30-9939-3)
- (fi) Kai ja Pariisi, Helsinki, Tammi, 1993 (ISBN 951-31-0012-X)
- (fi) Miuku & Mouku, Helsinki, Tammi, 1993 (ISBN 951-31-0175-4)
- (fi) Herra Huu matkoilla, Helsinki, Tammi, 1994 (ISBN 951-31-0388-9)
- (fi) Pönttölän väkeä. Kertomus Pönttölän kaupungista, sen elämästä ja asukkaista kuten Huuhkajasta, Kainosta, Emilia Tiirasta ja paljosta muusta, Helsinki, Tammi, 1995 (ISBN 951-31-0574-1)
- (fi) Tyttö ja unen kukka. Satu lapsille ja aikuisille, Helsinki, Tammi, 1996 (ISBN 951-31-0863-5)
- (fi) Iso Pekka ja Pekka Pieni. Kertomus lapsesta, Helsinki, Tammi, 1997 (ISBN 951-31-1002-8)
- (fi) Herra Huu hoitaa puutarhaa, Helsinki, Tammi, 2000 (ISBN 951-31-1858-4)
- (fi) Niin kuin kaikki vasta alkaisi, Helsinki, Kaisaniemen dynamo, 2000
- (fi) Hattu : kertomus, Helsinki, Tammi, 2001, 32 p. (ISBN 951-31-1857-6)
- (fi) Liisa Salolla, Helsinki, Tammi, 2003 (ISBN 951-31-2817-2)
- (fi) Kaksi prinsessaa : satu, Helsinki, Tammi, 2004, 70 p. (ISBN 951-31-3178-5)
- (fi) Miisan uusi perhe, Helsinki, Tammi, 2005
- (fi) Herra Huu, rouva Huu ja vauva Huu, Helsinki, Tammi, 2006 (ISBN 978-951-31-3646-8)
- (fi) Helmi. Pienen koiran ja tytön tarina, Helsinki, Tammi, 2007
- (fi) Vauvaunia, Helsinki, Tammi, 2007
- (fi) Nimien kirja, Helsinki, Tammi, 2010
- (fi) Herra Huu pitää ravintolaa, Helsinki, Tammi, 2011 (ISBN 978-951-31-5938-2)
- (fi) Ääni joka etsi Laulua, Helsinki, Paasilinna, 2013 (ISBN 978-952-5856-88-0)
- (fi) Olipa kerran : ja monta kertaa, Helsinki, Paasilinna, 2014 (ISBN 978-952-299-039-6)

### Pièces radiophoniques
- Toivanen, 1967
- Sirkan päivä, 1969
- Yli äänen nopeuden, 1970
- Mummon syntymäpäivät, 1971
- Arkusta nousi toivo, 1973
- Maisteri, 1974
- Syyskuun sadetta, 1975
- Juna Moskovaan, 1976
- Surma, 1980
- Voimamies, 1981
- Mies ja piru, 1981
- Pois meni merehen päivä, 1982
- Hänen uuden elämänsä alku, 1984
- Rakkaudesta, 1985
- Tähtirinta, 1987
- Pelastuksen ajan Ihanuus, 1995
- Leino lähtee Viroon 1, 1996
- Leino lähtee Viroon 2, 1996
- Taas uusi Jumalan huomen, 2000
- La Serenissima, 2002
- Histria, 2003
- Yrtit tummat 1, 2003
- Yrtit tummat 2, 2003
- Yrtit tummat 3, 2004
- Yrtit tummat 4, 2004
- Luumu, puhuva koira, lastenkuunnelma, 2005
- Tieni Duxiin, Giacomo Casanova puhuu, 2007
- Rakkauden voima, 2009
- Kaksi onnettomuuteni jälkeistä päivää, 2011

## Prix et distinctions
- Prix de la littérature de l'État finlandais 1974, 1976, 1981, 1982 et 1988
- Médaille Anni Swan  1976
- (international) « Honor List » 1976[3], de l' IBBY, pour Herra Huu
- Prix Arvid Lydecken 1978
- Prix Eino Leino 1982
- Prix de la pièce radiophonique nordique 1985
- Prix Finlandia 1995
- Prix Topelius  1996
- Varjo-Finlandia 1996
- Prix Kirjapöllö 2003
- Prix culturel de la ville d'Helsinki  2003